# Nederlandse Studenten Federatie
De Nederlandse Studenten Federatie werd opgericht in augustus 1940. Doel was het studentenverzet tegen de Duitse bezetter landelijk te bundelen.
Al snel na de capitulatie ontstond er verzet onder de studenten tegen de Duitse bezetter. Om dit studentenverzet te bundelen werd de Nederlandse Studenten Federatie opgericht. Deze stond onder leiding van het Leidsch Studenten Corps.
Toen er steeds meer anti-joodse maatregelen werden genomen, versterkte het verzet. Veel Leidse studenten tekenden een protestnota gericht aan Rijkscommissaris Seyss-Inquart. Op 25 november 1940 was de studentenstaking aan de  Technische Universiteit Delft, waarna de Duitsers de TH sloten.  Op 26 november 1940 hield professor Rudolph Pabus Cleveringa zijn beroemde rede als protest tegen het ontslag van zijn collegae.
De Federatie stuurde een protestbrief aan het College van Secretarissen-Generaal, dat na het vertrek van de regering naar Londen het hoogste gezag in Nederland was. De tekst werd ook verspreid in onder andere Amsterdam en Nijmegen, waar hij door het studentenblad Vox Carolina werd overgenomen.
De Federatie werd in 1941 weer ontbonden. Veel studenten waren inmiddels actief in het verzet via verzetsgroepen daarbuiten. De NSF werd enkele maanden later opgevolgd door de Raad van Negen, een organisatie die ongeveer 15.000 studenten vertegenwoordigde.